# Борцов, Яков Дмитриевич
Яков Дмитриевич Борцов (1896—1964) — участник Белого движения на Юге России, штабс-капитан 2-го Марковского полка.

## Биография
Из крестьян Калужской губернии. Образование получил в Кишиневском городском училище.
С началом Первой мировой войны, в 1915 году поступил охотником в 211-й пехотный запасный батальон, затем был переведен в 110-й пехотный Камский полк, где произведен в унтер-офицеры. По окончании 3-й Московской школы прапорщиков 14 ноября 1915 года был произведен в прапорщики. В дальнейшем состоял во 2-м Туркестанском стрелковом полку. Произведен в подпоручики 22 октября 1916 года, в поручики — 4 февраля 1917 года.
С началом Гражданской войны вступил в Добровольческую армию. В июне—августе 1918 года — в 9-й роте 1-го Офицерского (Марковского) полка, с 15 октября 1918 года был назначен командиром 9-й роты. Во ВСЮР и Русской армии — во 2-м Марковском полку до эвакуации Крыма. Был награждён орденом Св. Николая Чудотворца. На 18 декабря 1920 года — в 5-й роте Марковского полка в Галлиполи, штабс-капитан. Осенью 1925 года — в составе Марковского полка в Болгарии, подполковник.
В эмиграции в Греции, полковник. Умер в 1964 году в Салониках. Похоронен в семейном склепе на кладбище Ореокастро под Салониками.